# Епархия Бунды
Епархия Бунды (лат. Dioecesis Bundana) — епархия Римско-Католической Церкви с центром в городе Бунда, Танзания. Епархия Бунды входит в митрополию Мванзы. Кафедральным собором епархии Бунды является церковь святого Павла.

## История
27 ноября 2010 года Римский папа Бенедикт XVI издал буллу «Cum esset petitum», которой учредил епархию Бунды, выделив её из архиепархии Мванзы и епархии Мусомы.

## Ординарии
- епископ Ренатус Леонард Нкванде (27.11.2010 — по настоящее время).

## Источник
- Annuario Pontificio, Libreria Editrice Vaticana, Città del Vaticano, 2011, ISBN 88-209-7422-3
- Булла Cum esset petitum  (лат.)